# تپه و مقبره خواجه حسین
تپه و مقبره خواجه حسین مربوط به دوره اسلامی - سده ۸ و ۱۱ ق است و در شهرستان داورزن، روستای چشام واقع شده و این اثر در تاریخ ۱۶ اسفند ۱۳۸۴ با شمارهٔ ثبت ۱۴۳۴۸ به‌عنوان یکی از آثار ملی ایران به ثبت رسیده‌است.